# Épisodes de Droïdes : Les Aventures de R2-D2 et C-3PO
Cet article présente les épisodes de la série télévisée d'animation Droïdes : Les Aventures de R2-D2 et C-3PO.

## Liste des épisodes

### Épisode 1:La Sorcière blanche
- États-Unis  : 7 septembre 1985 sur ABC

### Épisode 2:L'Expédition
- États-Unis  : 14 septembre 1985 sur ABC

### Épisode 3:Trigon 1
- États-Unis  : 21 septembre 1985 sur ABC

### Épisode 4:Les Courses de Boonta
- États-Unis  : 28 septembre 1985 sur ABC

### Épisode 5:Le Prince perdu
- États-Unis  : 5 octobre 1985 sur ABC

### Épisode 6:Le Nouveau Roi
- États-Unis  : 12 octobre 1985 sur ABC

### Épisode 7:Les Pirates de Tarnoonga
- États-Unis  : 19 octobre 1985 sur ABC

### Épisode 8:La Revanche de Kybo Ren
- États-Unis  : 26 octobre 1985 sur ABC

### Épisode 9:Les Émissaires de l'Empereur
- États-Unis  : 2 novembre 1985 sur ABC

### Épisode 10:La Queue de la comète Roon
- États-Unis  : 9 novembre 1985 sur ABC

### Épisode 11:Les Jeux de la planète Roon
- États-Unis  : 16 novembre 1985 sur ABC

### Épisode 12:Tempête sur Roon
- États-Unis  : 23 novembre 1985 sur ABC

### Épisode 13:La Forteresse de glace
- États-Unis  : 30 novembre 1985 sur ABC

### Épisode spécial:Heep le destructeur
- États-Unis  : 7 juin 1986 sur ABC